# OK-MT

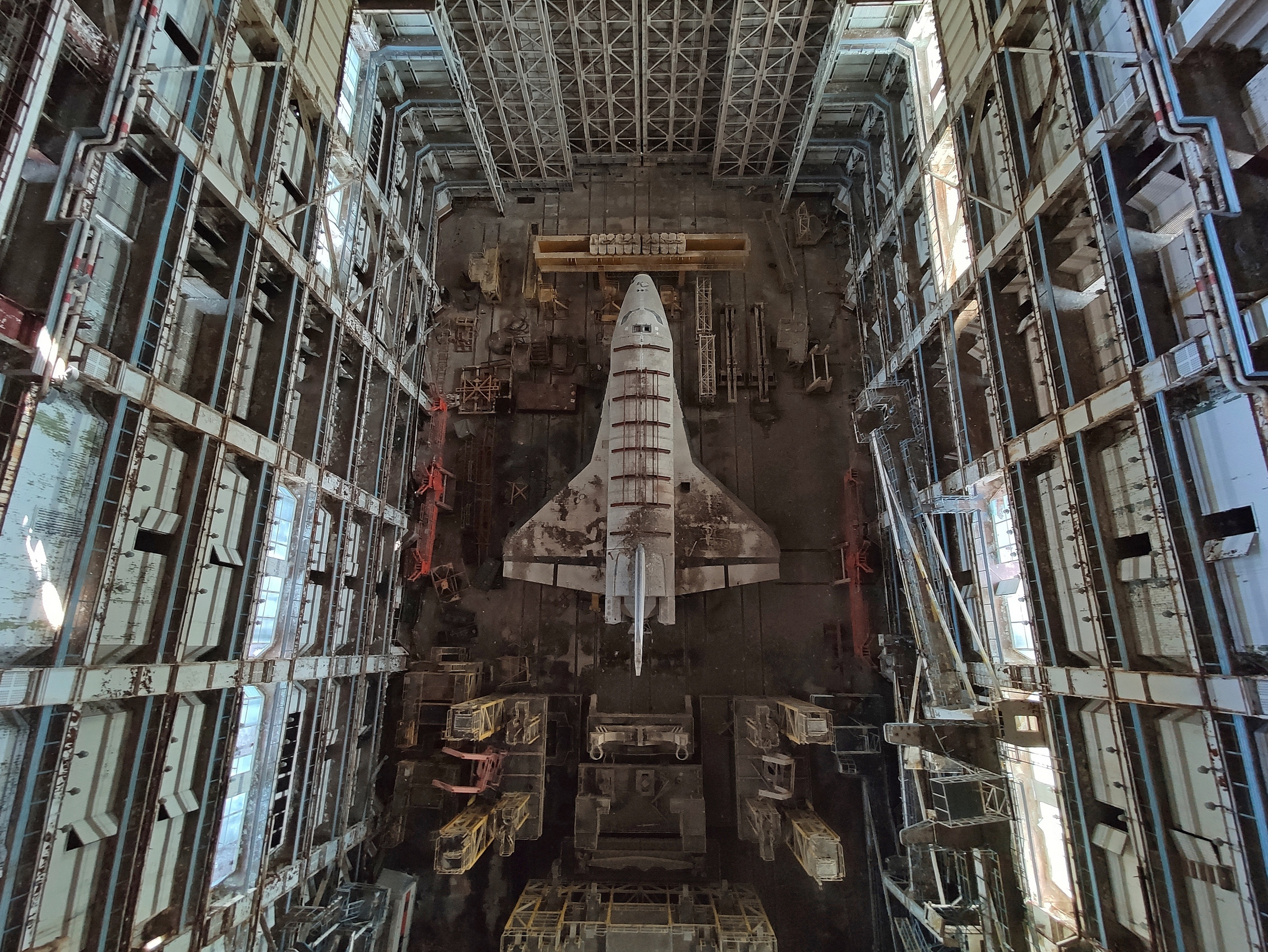

OK-MT (004, OK-4M, potem OK-ML-2) – radziecki orbiter testowy używany do opracowań technicznych i modelowych. Zbudowany w 1983 r. 
Orbiter służył do opracowania transportowej i technicznej dokumentacji pojazdu, sposobu załadowania cieczy i gazów, integralności systemu hermetycznego, testów wchodzenia i wychodzenia załogi, stworzenia instrukcji operacji wojskowych i opracowanie sytuacji operacji w locie. Po zakończeniu testów obiekt został przemianowany na OK-ML-2 i wysłany do kosmodromu Bajkonur na grzbiecie samolotu transportowego 3M-T. Tam połączono go z rakietą nośną Energia i w pierwotnych planach miał zostać wystrzelony w kosmos i stracony w atmosferze. 
Do dziś OK-ML-2 znajduje się w kosmodromie Bajkonur.